# Бёрд, Антония
Анто́ния Бёрд (англ. Antonia Bird; 27 мая 1951, Лондон — 24 октября 2013, там же) — британский кинорежиссёр, театральный режиссёр и кинопродюсер.

## Биография
Антония Бёрд родилась в 1951 году в Лондоне. Её мать — Розмари, была театральным режиссёром, отец — Майкл, актёром.

## Карьера
Антония начала работать в театре с 17-ти лет. Первая её должность — помощник режиссёра в Сoventry Rep (Лондон). В качестве режиссёра она в течение шести лет прослужила в театре «Ройал-Корт». С середине 1980-х годов переключилась на кино и телевидение. Стала одним из основателей Runs 4-Way, компании по кинопроизводству (вместе с Робертом Карлайлом). Сняла фильмы «Священник», «Безумная любовь», «Людоед» и другие.

## Личная жизнь и смерть
Антония была вегетарианкой. Была замужем за кинооператором Иэном Айлеттом вплоть до своей смерти. 62-летняя Антония скончалась 24 октября 2013 года после 7-месячной борьбы с раком щитовидной железы в Лондоне.

## Фильмография
Режиссёр:
- Cross My Mind (2014)
- «Деревня» / The Village (2013) (сериал)
- «Страстная женщина» / A Passionate Woman (2010) (сериал)
- Off by Heart (2009)
- Cracker (2006)
- «Призраки» / Spooks (2005) (сериал)
- «Охота на близнецов» / The Hamburg Cell (2004)
- «Реабилитация» / Rehab (2003)
- Care (2000)
- «Людоед» / Ravenous (1999)
- «Авторитет» / Face (1997)
- «Безумная любовь» / Mad Love (1995)
- «Священник» / Priest (1994)
- Full Stretch (1993) (сериал)
- «Максимум практики» / Peak Practice (1993) (сериал)
- «Сценарий: Сейф» / Screenplay: Safe (1993) (сериал)
- «Инспектор Морс» / Inspector Morse (1992) (сериал)
- A Masculine Ending (1992)
- The Men`s Room (1991) (сериал)
- «Сыскное агентство „ТЭКС“» / TECX (1990) (сериал)
- Saracen (1989) (сериал)
- South of the Border (1988) (сериал)
- Thin Air (1988) (сериал)
- «Чисто английское убийство» / The Bill (1989) (сериал)
- «Катастрофа» / Casualty (1986—1987) (сериал)
- «Жители Ист-Энда» / EastEnders (1985—1986) (сериал)